# Liste der Baudenkmale in Polle
In der Liste der Baudenkmale in Polle sind die Baudenkmale des niedersächsischen Fleckens Polle im Landkreis Holzminden aufgelistet.

## Allgemein
In den Spalten befinden sich folgende Informationen:
- Lage: die Adresse des Baudenkmales und die geographischen Koordinaten. Kartenansicht, um Koordinaten zu setzen. In der Kartenansicht sind Baudenkmale ohne Koordinaten mit einem roten Marker dargestellt und können in der Karte gesetzt werden. Baudenkmale ohne Bild sind mit einem blauen Marker gekennzeichnet, Baudenkmale mit Bild mit einem grünen Marker.
- Bezeichnung: Bezeichnung des Baudenkmales
- Beschreibung: die Beschreibung des Baudenkmales. Unter § 3 Abs. 2 NDSchG werden Einzeldenkmale und unter § 3 Abs. 3 NDSchG Gruppen baulicher Anlagen und deren Bestandteile ausgewiesen.
- ID: die Objekt-ID des Baudenkmales
- Bild: ein Bild des Baudenkmales, ggf. zusätzlich mit einem Link zu weiteren Fotos des Baudenkmals im Medienarchiv Wikimedia Commons. Wenn man auf das Kamerasymbol klickt, können Fotos zu Baudenkmalen aus dieser Liste hochgeladen werden:

## Polle

### Gruppe: Burgruine Polle
Die Gruppe „Burgruine Polle“ hat die ID 26973934.

| Lage                                         | Bezeichnung                 | Beschreibung    | ID       | Bild           |
| -------------------------------------------- | --------------------------- | --------------- | -------- | -------------- |
| Amtsstraße 51° 53′ 51″ N, 9° 24′ 27″ O       | Ruine Polle                 | Burgruine Polle | 26804135 | Weitere Bilder |
| Amtsstraße 6 51° 53′ 53″ N, 9° 24′ 27″ O     | Gaststätte „Graf Everstein“ | Amtshaus        | 26804120 | BW             |
| Amtsstraße 51° 53′ 51″ N, 9° 24′ 20″ O       | Amtshof, ehem.              | Mauer           | 26804154 | BW             |
| Heinser Straße 1 51° 53′ 52″ N, 9° 24′ 21″ O | Amtshof, ehem.              | Wohnhaus        | 26804168 | BW             |
| Amtsstraße 2 51° 53′ 53″ N, 9° 24′ 22″ O     | Wohnhaus                    |                 | 26804215 | BW             |
| Amtsstraße 4 51° 53′ 54″ N, 9° 24′ 24″ O     | Ehem. Amtsgerichtsgefängnis | Wohnhaus        | 26804230 | BW             |
| Amtsstraße 51° 53′ 54″ N, 9° 24′ 26″ O       | Portal                      |                 | 26806509 |                |
| Amtsstraße 51° 53′ 54″ N, 9° 24′ 25″ O       | Mauerreste                  |                 | 26784570 | BW             |

### Gruppe: Fährhaus Fährstr. 1
Die Gruppe „Fährhaus Fährstr. 1“ hat die ID 26973923.

| Lage                                     | Bezeichnung  | Beschreibung | ID       | Bild |
| ---------------------------------------- | ------------ | ------------ | -------- | ---- |
| Fährstraße 1 51° 53′ 49″ N, 9° 24′ 27″ O | Wohnhaus     |              | 26804411 | BW   |
| Fährstraße 1 51° 53′ 49″ N, 9° 24′ 26″ O | Nebengebäude |              | 26804425 | BW   |

### Gruppe: Hallenhäuser Doktorgasse 2 u. 4
Die Gruppe „Hallenhäuser Doktorgasse 2 u. 4“ hat die ID 26973967.

| Lage                                      | Bezeichnung              | Beschreibung | ID       | Bild |
| ----------------------------------------- | ------------------------ | ------------ | -------- | ---- |
| Doktorgasse 2 51° 53′ 58″ N, 9° 24′ 17″ O | Wohn-/Wirtschaftsgebäude |              | 26804381 |      |
| Doktorgasse 4 51° 53′ 58″ N, 9° 24′ 16″ O | Wohn-/Wirtschaftsgebäude |              | 26804396 |      |

### Gruppe: Mittelstr. 25–27
Die Gruppe „Mittelstr. 25–27“ hat die ID 26973945.

| Lage                                       | Bezeichnung              | Beschreibung | ID       | Bild |
| ------------------------------------------ | ------------------------ | ------------ | -------- | ---- |
| Mittelstraße 25 51° 54′ 1″ N, 9° 24′ 17″ O | Wohn-/Wirtschaftsgebäude |              | 26804630 |      |
| Mittelstraße 25 51° 54′ 2″ N, 9° 24′ 17″ O | Scheune                  |              | 26804645 | BW   |
| Mittelstraße 27 51° 54′ 2″ N, 9° 24′ 17″ O | Wohn-/Wirtschaftsgebäude |              | 26804660 | BW   |

### Gruppe: Ehem. Friedhof Pyrmonter Str.
Die Gruppe „Ehem. Friedhof Pyrmonter Str.“ hat die ID 26973912.

| Lage                                                       | Bezeichnung     | Beschreibung | ID       | Bild |
| ---------------------------------------------------------- | --------------- | ------------ | -------- | ---- |
| Pyrmonter Straße/Alter Friedhof 51° 53′ 57″ N, 9° 24′ 6″ O | Eingangsgebäude |              | 26804813 | BW   |
| Pyrmonter Straße/Alter Friedhof 51° 53′ 56″ N, 9° 24′ 4″ O | Grabmal         |              | 26804799 | BW   |

### Gruppe: Pyrmonter Straße 2, 4, 6
Die Gruppe „Pyrmonter Straße 2, 4, 6“ hat die ID 26974000.

| Lage                                           | Bezeichnung | Beschreibung | ID       | Bild |
| ---------------------------------------------- | ----------- | ------------ | -------- | ---- |
| Pyrmonter Straße 2 51° 53′ 57″ N, 9° 24′ 11″ O | Wohnhaus    |              | 26804709 | BW   |
| Pyrmonter Straße 4 51° 53′ 57″ N, 9° 24′ 11″ O | Wohnhaus    |              | 26804735 | BW   |
| Pyrmonter Straße 4 51° 53′ 57″ N, 9° 24′ 10″ O | Scheune     |              | 26804749 | BW   |
| Pyrmonter Straße 6 51° 53′ 57″ N, 9° 24′ 8″ O  | Scheune     |              | 26804763 | BW   |
| Pyrmonter Straße 6 51° 53′ 57″ N, 9° 24′ 8″ O  | Wohnhaus    |              | 26804781 | BW   |

### Gruppe: Domäne Heidbrink
Die Gruppe „Domäne Heidbrink“ hat die ID 45513012.

| Lage                                     | Bezeichnung      | Beschreibung | ID       | Bild |
| ---------------------------------------- | ---------------- | ------------ | -------- | ---- |
| Heidbrink 2 A 51° 53′ 53″ N, 9° 25′ 5″ O | Schäferei, ehem. | Wohnhaus     | 26804037 | BW   |
| Heidbrink 2 A 51° 53′ 54″ N, 9° 25′ 6″ O | Schäferei, ehem. | Schafstall   | 26804069 | BW   |
| Heidbrink 2 A 51° 53′ 54″ N, 9° 25′ 5″ O | Schäferei, ehem. | Nebengebäude | 26804086 | BW   |
| Heidbrink 2 A 51° 53′ 54″ N, 9° 25′ 4″ O | Schäferei, ehem. | Schafstall   | 26804052 | BW   |

### Gruppe: Arbeiterhaus mit Stall
Die Gruppe „Arbeiterhaus mit Stall“ hat die ID 26973989.

| Lage                                    | Bezeichnung | Beschreibung | ID       | Bild |
| --------------------------------------- | ----------- | ------------ | -------- | ---- |
| Heidbrink 1 51° 53′ 57″ N, 9° 24′ 54″ O | Wohnhaus    |              | 26803991 | BW   |
| Heidbrink 1 51° 53′ 56″ N, 9° 24′ 54″ O | Stall       |              | 26804005 | BW   |

### Einzeldenkmale
| Lage                                           | Bezeichnung              | Beschreibung | ID       | Bild           |
| ---------------------------------------------- | ------------------------ | --- | -------- | -------------- |
| Bergstraße 51° 54′ 13″ N, 9° 24′ 12″ O         | Jüdischer Friedhof       | Friedhof | 26808030 | BW             |
| Burgstraße 9 51° 53′ 59″ N, 9° 24′ 22″ O       | Wohnhaus                 | | 26804248 |                |
| Mohrgasse 2 51° 54′ 0″ N, 9° 24′ 21″ O         | Wohn-/Wirtschaftsgebäude | | 26804675 |                |
| Burgstraße 11 51° 54′ 1″ N, 9° 24′ 19″ O       | Kirche (Bauwerk)         | St.-Georg-Kirche Polle | 26804265 |                |
| (Kirchengrundstück) 51° 54′ 0″ N, 9° 24′ 19″ O | Grabmal                  | von Alten | 26804103 | BW             |
| Burgstraße 13 51° 54′ 1″ N, 9° 24′ 21″ O       | Schule                   | | 26804282 | BW             |
| Burgstraße 14 51° 53′ 58″ N, 9° 24′ 24″ O      | Wohnhaus                 | | 26804299 | BW             |
| Burgstraße 19 51° 54′ 2″ N, 9° 24′ 19″ O       | Wohn-/Wirtschaftsgebäude | | 26804314 | BW             |
| Burgstraße 24 51° 54′ 0″ N, 9° 24′ 22″ O       | Pfarrhaus                | | 26804331 | BW             |
| Burgstraße 26 51° 54′ 2″ N, 9° 24′ 22″ O       | Schule                   | | 26804348 | BW             |
| Schulstraße 2 51° 54′ 2″ N, 9° 24′ 21″ O       | Schule                   | | 26804830 |                |
| Burgstraße 32 51° 54′ 4″ N, 9° 24′ 18″ O       | Wohnhaus                 | | 26804364 | BW             |
| Hintere Straße 1 51° 53′ 57″ N, 9° 24′ 15″ O   | Wohn-/Wirtschaftsgebäude | | 26804456 |                |
| Hintere Straße 3 51° 53′ 58″ N, 9° 24′ 14″ O   | Wohnhaus                 | | 26804473 |                |
| Hintere Straße 9 51° 53′ 59″ N, 9° 24′ 14″ O   | Wohnhaus                 | | 26804488 | BW             |
| Hintere Straße 21 51° 54′ 2″ N, 9° 24′ 13″ O   | Armenhaus                | | 26804504 | BW             |
| Hohefeldstraße 51° 53′ 59″ N, 9° 24′ 5″ O      | Mauer                    | | 26804521 | BW             |
| Klostergasse 1 51° 54′ 4″ N, 9° 24′ 16″ O      | Wohnhaus                 | | 26804536 | BW             |
| Marktstraße 3 51° 53′ 57″ N, 9° 24′ 21″ O      | Wohn-/Wirtschaftsgebäude | | 26804553 |                |
| Marktstraße 5 51° 53′ 57″ N, 9° 24′ 20″ O      | Wohn-/Wirtschaftsgebäude | | 26804566 |                |
| Mittelstraße 6 51° 53′ 55″ N, 9° 24′ 20″ O     | Wohnhaus                 | | 26804579 | BW             |
| Mittelstraße 9 51° 53′ 58″ N, 9° 24′ 18″ O     | Wohnhaus                 | | 26804596 | BW             |
| Mittelstraße 9 51° 53′ 57″ N, 9° 24′ 19″ O     | Vorgarten                | | 26784893 | BW             |
| Mittelstraße 9 51° 53′ 58″ N, 9° 24′ 19″ O     | Einfriedung              | | 26784907 |                |
| Mittelstraße 11 51° 53′ 58″ N, 9° 24′ 18″ O    | Wohn-/Wirtschaftsgebäude | | 26804613 |                |
| Mühlenweg 1 51° 53′ 56″ N, 9° 24′ 28″ O        | Wohn-/Wirtschaftsgebäude | | 26804692 | BW             |
| Zimmergasse 3 51° 53′ 59″ N, 9° 24′ 15″ O      | Wohnhaus                 | | 26804862 | BW             |
| Heinser Straße 37 51° 53′ 37″ N, 9° 24′ 30″ O  | Alte Fähre               | Wohnhaus | 26804439 | BW             |
| L 427, km 4,450 51° 53′ 43″ N, 9° 20′ 45″ O    | Grenzstein               | Grenzstein mit quadratischem Querschnitt, sichtbar nach oben verjüngend, relativ flaches aber erkennbares Zeltdach. Historische Kreisgrenze des preußischen Kreises Hameln-Pyrmont und dem Freistaat Lippe. | 26806269 | Weitere Bilder |